# 2610 Tuva
2610 Tuva је астероид главног астероидног појаса чија средња удаљеност од Сунца износи 2,159 астрономских јединица (АЈ).
Апсолутна магнитуда астероида је 13,3.